# Badan (navire)
Le badan ou beden est un ancien navire rapide somalien à simple ou double mât, caractérisé par son imposant pilon de poupe et son puissant gouvernail. C'est aussi le plus long bateau cousu naviguant dans la Corne de l'Afrique et la péninsule arabique. Ses chantiers navals se situent principalement dans la région de Hafun du nord-est de la Somalie, notamment Bayla et Muscat. Il en existe 2 types, l'un orienté vers la pêche (le beden-seyed) et l'autre, pour le commerce (le beden-safar). Le beden-safar moyen mesure plus de 15 m (49 pi) de longueur, et est considérablement plus grand que les beden-seyed, qui mesurent 6-15 m (20-49 pieds) en moyenne, mais les deux sont nains par rapport à une variante de négociation beaucoup plus grande appelée «Uwassiye», le navire de commerce et de voyage le plus courant, dont certains mesurent jusqu'à 77 + ft. À l'origine, tous les navires Beden étaient cousus avec de la fibre de coco enroulée mais à partir du XXe siècle, on a commencé à clouer au lieu de coudre les planches.